# Осп
Осп (словен. Osp, итал. Ospo) је насељено место у општини Копар, Обално-крашка регија, Словенија.

## Историја
До територијалне реорганизације у Словенији био је у саставу старе општине Копар.

## Становништво
У попису становништва из 2011. године, Осп је имао 174 становника.
| Број становника према пописима | Број становника према пописима | Број становника према пописима |
| ------------------------------ | ------------------------------ | ------------------------------ |
| 1991                           | 2002                           | 2011                           |
| 155                            | 166                            | 174                            |

## Галерија
- детаљ
- сеоско двориште
- облачан дан
- панорама
- пејзаж
- поглед на село
- капелица
- ватрогасна станица
- архитектура